# 海因里希·伯尔
海因里希·特奥多尔·伯尔（1917年12月21日—1985年7月16日），生於德國科隆，第二次世界大战后德国最重要的作家與翻譯家之一，1972年获诺贝尔文学奖。

## 生平

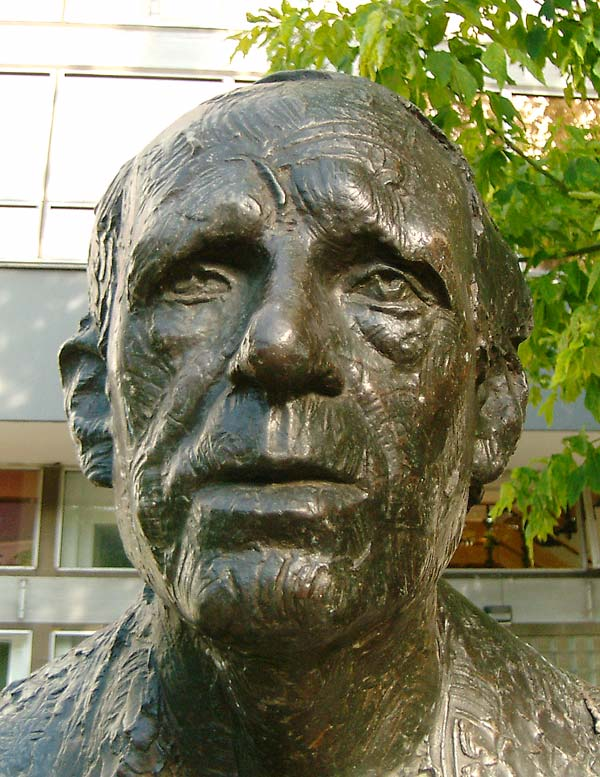
伯爾的半身像

### 青年及战争年代(1917–1945)
海因里希生于科隆，其父母为木匠维克多·伯尔(Viktor Böll)及其妻玛丽亚(Maria，娘家姓Hermann)。海因里希是其父的第八个孩子也是第三个儿子。玛丽亚是维克多的第二任妻子。这个小市民家庭信奉罗马天主教，因而排斥纳粹主义。
1924年至1928年，伯尔在天主教市民学校学习。此后转入国立的威廉皇帝完中。1937年中学毕业后，他开始在位于波恩的书商兰帕兹(Lempertz)当学徒。在十一个月之后因故中断。在此期间，他开始了最初的文学写作尝试。1938年，伯尔服了一年帝国自愿服务。1939年夏，他进入科隆大学，学习日尔曼语言学和经典哲学，同时开始写作第一部小说，“教堂边缘”(Am Rande der Kirche)。但是在夏末时他被征召入伍。此后一直在军中服役，直到1945年4月被美军俘虏，并在同年9月被释放。
1942年，伯尔从前线回到德国休假，并与相识多年的阿内玛丽(Annemarie Čech)结婚。生于1945年的他们的第一个儿子克里斯多夫(Christoph)出生后不久即夭折。随后他们于1947年、1948年、1950年分别生育了三个儿子雷蒙特(Raimund)，雷内(René)及文森特(Vincent)。
在二战的时候，他在信中多次请求他的父亲，给他寄甲基苯丙胺(Pervitin)，这种兴奋剂在士兵当中很流行。在战争结束之后海因里希还对此依赖。

## 企业家和渔夫的故事
1963年，伯尔在五朔节的时候给德国的Norddeutscher Rundfunk广播电台写了一个故事，名叫“Anekdote zur Senkung der Arbeitsmoral”，意思是“一个关于降低劳动生产率的故事”。讲的是一个企业家旅行者给一个渔民生活建议的故事

### 故事大纲
“一个企业家旅行者来到一个欧洲西部的无名海滩，他拍照的时候发现了一个穿着破烂的渔夫在船里睡觉，他对渔夫的懒惰感到失望，就过去问渔夫为什么躺在这里而不去打渔。渔夫说他上午已经出海了一次，捕到的鱼已经足够接下来两天的生活了。
旅行者告诉渔夫，如果他每天出海打渔好几次，一年内他就能买一台摩托艇，第二年就能再卖一条。这样几年积累下来，他就能建一座冷库，一个鱼加工厂，坐直升飞机飞来飞去，建一座鱼餐厅，并把龙虾直接出口到巴黎去。
渔夫并不感冒地问：“接下来呢？”
旅行者说：接下来你就可以无忧无虑地坐在海边打瞌睡、欣赏海景了。
“但我不是已经这样做了吗。”渔夫说。
旅行者沉思着走了，他一点也不对渔夫感到遗憾，反而有些嫉妒。”

### 故事的流行和改编
这个故事及其的变体在网络上相当流行，也被一些书和论文引用。在有的变体中，故事的人物改成了哈佛MBA和一个墨西哥人。这个故事经常被拿来讨论金钱与幸福的关系。被一些大学列入阅读书目，也被选入一些德语教材。

## 主要作品
- 短篇小說方面，目前已知的有：
  - 《流浪人，你若來斯巴……》
  - 《我的昂貴的腿》
  - 《在橋邊》
- 中篇小說，目前已知的有：
  - 《列車正點到達》
- 長篇小說，目前已知的有：
  - 《……一聲沒吭》
  - 《無主之家》
  - 《九點半鐘的檯球》
  - 《小丑眼中的世界》
- 目前已知，但無法確定是哪一類的小說作品有：
  - 《萊尼和他們》
  - 《喪失了名譽的卡塔琳娜》
  - 《監護》
  - 《與貴婦分拍的團體照》
- 散文
  - 《愛爾蘭之旅》